# فابيو مونتيرو
فابيو مونتيرو هو لاعب كرة قدم سويسري في مركز حراسة المرمى، ولد في 4 مارس 1990 في سويسرا. لعب مع نادي سيرفيت.

## وصلات خارجية
- فابيو مونتيرو على موقع قاعدة بيانات كرة القدم.إي يو (الإنجليزية)